# Linea 96
La linea 96 (Ligne 96 in francese, Spoorlijn 96 in olandese) è una linea ferroviaria belga a scartamento ordinario lunga 84,7 km che unisce la capitale Bruxelles con la frontiera francese presso Quévy. Oltreconfine prosegue come ferrovia Hautmont-Feignies. La linea 96 costituiva il segmento della ferrovia internazionale Parigi-Bruxelles.
Nel tratto compreso tra Bruxelles e Lembeek transitano treni TGV, Thalys ed Eurostar.

## Storia
La ferrovia fu costruita in varie tappe. Il 18 maggio 1840 entrò in funzione il tratto Bruxelles-Sud-Tubize. Il 31 ottobre 1841 fu invece aperto al traffico il segmento Tubize-Soignies, mentre il 19 novembre successivo la linea fu prolungata sino a Mons.
Il 12 novembre 1857 fu attivato il tratto tra Mons e la frontiera francese presso Quévy.
Nel 1957 parte del tracciato presso Braine-le-Comte fu rettificato. Sei anni dopo fu rettificato parte della linea compresa tra Mons e Frameries.

### Incidenti
- Il 19 febbraio 1899 una collisione nella stazione di Forest causò la morte di 23 persone.
- Il 27 giugno 1976 un treno deragliò presso Neufvilles causando la morte di 11 passeggeri.
- Il 15 febbraio 2010 uno scontro tra due treni sulla linea 96 presso Buizingen causò 19 morti e 125 feriti.